# Grandmaster Flash and the Furious Five
Pour le disc-jokey, voir Grandmaster Flash.
Grandmaster Flash and the Furious Five est un groupe de hip-hop américain fondé en 1978 dans le South Bronx, à New York. Composé du DJ Grandmaster Flash et des cinq rappeurs Melle Mel (Melvin Glover), Kidd Creole (Nathaniel Glover, le frère de Melvin), Keef Cowboy (Keith Wiggins), Mr. Ness/Scorpio (Eddie Morris) et Rahiem (Guy Todd Williams - qui était membre des Funky 4+1). L'utilisation par le groupe du turntablism, du breakbeat DJing et du lyrisme conscient a été importante dans le développement précoce de la musique hip hop.
À la fin des années 1970, Grandmaster Flash and the Furious Five bâtissent leur réputation et obtiennent un succès local en se produisant lors de soirées et de shows live. En 1980, le groupe signe avec Sugar Hill Records. Le groupe s'y fait connaître au début des années 1980 avec leur premier tube Freedom. Mais c'est avec la sortie de la chanson The Message en 1982 et de l'album The Message qu'ils rencontrent un succès grand public. La chanson, qui fournit un commentaire politique et social, devient une force motrice du hip-hop conscient.
En 1983, Grandmaster Flash and the Furious Five se séparent en deux groupes distincts jusqu'à ce qu'une brève réunion en 1987 conduise à la sortie du 2e album de la formation originale On the Strength. Après ça, le groupe est définitivement dissous. Aujourd'hui, l'héritage du groupe se poursuit en tant que « Grandmaster's Furious Five » avec les seuls membres restants, Melle Mel et Scorpio.
Le groupe est largement considéré comme l'un des plus grands groupes de hip-hop de tous les temps et même au-delà. Ils sont intronisés au Rock and Roll Hall of Fame en 2007 ; c'est le premier groupe de hip-hop à y entrer. En 2002, The Message est l'un des 50 enregistrements choisis par la Bibliothèque du Congrès pour être ajoutés au Registre national des enregistrements. En 2004, le magazine Rolling Stone classe The Message no 51 sur sa liste des « 500 plus grandes chansons de tous les temps ».

## Historique

### Formation et premières années (1978-1979)
Avant la formation des Furious Five, Grandmaster Flash travaille avec les L Brothers, qui se composent de « Mean Gene » Livingston, Claudio Livingston et Grand Wizzard Theodore. Flash recrute ensuite ses amis Cowboy, Melle Mel et Kidd Creole. Le trio s'appelle alors les Three MC's, formant le premier groupe de MCs en ce qui concerne le rap tel qu'il est connu aujourd'hui. Cowboy exécute une « routine scat » lors d'une fête (au Black Door) pour un ami qui vient de rejoindre l'armée américaine. Il commence à chanter les mots « hip/hop/hip/hop » d'une manière qui imite la rythme du pas cadencé dans l'armée américaine.Il intègre ensuite la cadence « hip hop » dans sa performance. Cela conduit à l'utilisation du terme « hip hoppers », de manière péjorative, par les premiers détracteurs de la culture, dont la plupart sont issus du mouvement disco. Cela évolue pour devenir le mot « Hip-hop » qui est ensuite adopté par l'industrie.
Melle Mel et Kidd Creole sont les premiers rappeurs à se qualifier de MC (« Maître de cérémonie »). Les MCs travaillent avec Flash, qui fait ensuite venir Scorpio et Rahiem. Après la formation des Furious 5, Flash collabore également avec le rappeur Kurtis Blow lors de soirées dans le Queens. Pendant ce temps où Flash travaille avec Kurtis Blow, ceci est principalement dû à des conflits internes avec les MCs. Pendant une courte période, DJ Charlie Chase remplace donc Flash en tant que DJ des Furious 5, avant de former The Cold Crush Brothers en 1979.
Grandmaster Flash et les Furious 5 sont le groupe de rap numéro un dans les rues de New York avant que la musique rap ne soit adoptée par l'industrie musicale, établissant la norme pour tous les autres groupes de MCs qui les ont suivis. Le premier single qu'ils enregistrent est We Rap More Mellow, qui a est édité sous le nom de The Younger Generation, à l'initiative du producteur qui le considère comme meilleur.
Le groupe est populaire localement, gagnant la reconnaissance pour ses raps habiles et son deejaying, mais ce n'est que lorsque Rapper's Delight de The Sugarhill Gang prouve que la musique hip-hop peut connaître un succès grand public qu'ils commencent à enregistrer. En 1979, ils sortent leur premier single sur Enjoy Records, Superappin'. Le groupe signe ensuite signé avec Sugar Hill Records de Sylvia Robinson.

### Succès grand public etThe Message(1980-1982)
En 1980, le groupe sort son premier single sur Sugarhill Records, Freedom, qui atteint la 19e place du classement R&B et s'écoule à plus de 50 000 exemplaires. Le suivant, Birthday Party, est également un succès. En 1981, Grandmaster Flash sort The Adventures of Grandmaster Flash on the Wheels of Steel, qui est un enregistrement live sur plusieurs platines de l'une de ses routines qui associe Another One Bites the Dust de Queen avec Good Times de Chic. La sortie marque la première fois que le scratch et le turntablism figurent sur un disque.
En 1982, le groupe sort The Message, produit par Clifton « Jiggs » Chase et Ed « Duke Bootee » Fletcher, ce dernier ayant écrit la chanson (Sylvia Robinson ajoute une rime de Melle Mel issue d'une chanson précédente pour compléter l'enregistrement). Il fournit un commentaire politique et social et devient une force motrice du hip-hop conscient. La chanson culmine à la 4e place du classement R&B et à la 62e place du classement pop, établissant ainsi la crédibilité du hip-hop dans la musique grand public. À part Melle Mel, cependant, aucun membre du groupe (à l'exception des voix de fond à la fin) ne figure réellement sur le disque.
Leur premier album, également nommé The Message, est devenu une réalisation importante dans l'histoire du hip-hop.

### La rupture (1983-1986)
En 1983, Grandmaster Flash, qui n'est jamais apparu personnellement sur aucun des enregistrements studio du groupe, poursuit Sugar Hill Records pour 5 millions de dollars de droits d'auteurs impayés. Cela abouti à l'enregistrement du single White Lines (Don't Do It) par Melle Mel et sorti sous le nom « Grandmaster & Melle Mel ». La chanson atteint la 47e place du classement Hot Black Singles de Billboard. Un autre procès est intenté à Sugar Hill par 99 Records pour un sample de la  ligne de basse de Cavern par Liquid Liquid, procès dont aucun des deux labels ne se remettra jamais.
Le différend sur les royalties a divisé le groupe. Melle Mel, Scorpio et Cowboy s'en vont après le succès de White Lines. Ils forment « Grandmaster Melle Mel and the Furious Five » et sortent l'album du même nom en 1984. Pendant ce temps, Grandmaster Flash, Kidd Creole et Rahiem partent chez Elektra Records et engagent trois nouveaux membres : Kevin « The Lord LaVon » Dukes, Russell « Mr. Broadway » Wheeler et « Larry-Love » Parker. Ils travaillent sous le nom de « Grandmaster Flash » sur les albums  They Said It Couldn't Be Done, The Source et Ba-Dop-Boom-Bang. Avec les membres supplémentaires The Lord La Von, Larry Love et Mr. Broadway, ils forment les Furious Five mais ne peuvent pas utiliser le nom car Sugar Hill Records en possède les droits.
Grandmaster Flash et son nouveau « Furious Five » remportent quelques succès avec leurs trois albums qui se classent dans le Top 50 du palmarès des albums R&B/Hip-Hop de Billboard, mais Melle Mel et son groupe s'en sortent mieux. Le hit le plus notable de Grandmaster Melle Mel est Beat Street Breakdown, qui culmine à la 8e place du classement R&B. Melle Mel apparaît également dans la chanson I Feel for You de Chaka Khan, qui remporte le Grammy Award de la meilleure prestation vocale R&B féminine en 1985.

### Reformation et popularité en baisse (1987-1988)
En 1987, la formation originale de Grandmaster Flash and the Furious Five se reforme pour une performance lors d'un concert de charité au Madison Square Garden. Rapidement, ils se retrouvent en studio pour leur premier album studio en près de cinq ans, enregistrant On the Strength, qui sort en avril 1988. La réception de l'album est tiède et il n'atteint pas les mêmes niveaux de succès que The Message. Une nouvelle génération de rappeurs a pris la place. Le groupe ne retrouvera jamais la même popularité qu'au début des années 1980 et fini par se séparer définitivement.

### Séparation définitive (1989 à aujourd'hui)
Après la dissolution, certains membres du groupe travaillent brièvement ensemble. En 1989, Melle Mel, Scorpio et Cowboy sortent un nouvel album, Piano, sous le nom de « Grandmaster Melle Mel and the Furious Five ». Keith "Cowboy" Wiggins meurt le 8 septembre 1989. 
À partir de 1990, Grandmaster Flash travaille comme producteur et directeur musical pour d'autres artistes. Il publie aussi The Official Adventures of Grandmaster Flash, Essential Mix: Classic Edition et The Bridge – Concept Of A Culture.
Melle Mel travaille avec Quincy Jones sur les albums Back on the Block et sur Q: The Autobiography of Quincy Jones. En 1997, il sort l'album Right Now avec Mr. Ness/Scorpio. En 2007, Mel change son nom pour Grandmaster Melle Mel et sort son premier album solo, Muscles. Le premier single est M3 - The New Message. Il publie également un livre audio pour enfants, The Portal in the Park, auquel participe Lady Gaga, alors inconnue.
Interrogé sur une éventuelle réunion en 2002, Melle Mel répond :
« Ce n'est pas une question de savoir si nous pourrions nous réunir ou non […] Je ne pense tout simplement pas que nous pourrions conclure un accord. Les gens des maisons de disques ne voient tout simplement pas de marché pour nous ».
Cependant, 2014 voit Melle Mel et Scorpio commencer à tourner ensemble à travers les États-Unis et l'Europe en tant que « Grandmaster's Furious Five ft. Melle and Scorpio », aboutissant à l'écriture et l'enregistrement de nouveaux morceaux. Leur premier single Some Kind of Sorry sort en 2016, pour coïncider avec une tournée européenne qu'ils entreprennent aux côtés de The Sugarhill Gang.
Le 2 août 2017, Nathaniel Glover (Kidd Creole) est arrêté et accusé du meurtre d'un sans-abri de New York. En 2022, Glover est reconnu coupable d'homicide involontaire et a condamné à 16 ans de prison.

## Héritage et influence
Grandmaster Flash and the Furious Five est un groupe très respecté dans l'histoire de la musique hip-hop. Ils sont honorés aux VH1 Hip Hop Honors en 2005 et intronisés au Rock & Roll Hall of Fame en 2007. Le Musée national d'histoire américaine à Washington expose dans ses collections les disques vinyles et la platine utilisés par DJ Grandmaster Flash.
Ils ont influencé de nombreux groupes musicaux tels qu'Anthony Kiedis, New Order, Run-D.M.C., Whodini, Public Enemy, Boogie Down Productions, KRS-One, EPMD, Doug E. Fresh, Salt-n-Pepa, DJ Jazzy Jeff & the Fresh Prince, Eminem, Beastie Boys, Too $hort, Wu-Tang Clan, Tupac Shakur, The Notorious B.I.G., NWA, Snoop Dogg, et beaucoup d'autres. Ice Cube a enregistré une chanson intitulée Check Yo Self avec Das EFX, dont le remix sample la musique de The Message.

## Discographie
Albums studio
- The Message (1982)
- On the Strength (en) (1988)